# 八寶冬粉
八寶冬粉是位於基隆廟口愛四路的冬粉店，創立於1930年代，以湯頭鮮美、冬粉彈牙、配料豐富聞名。

## 作法
八寶冬粉以純綠豆製的冬粉、豬骨清燉成的湯頭，配以「八寶」而成，佐以黑醋、辣椒粉。

## 材料
八寶包括蝦米、蝦仁、肉、花枝、香菇、金針、木耳、竹筍、芹菜。